# Liste des lignes à grande vitesse en France
 (mars 2025).
 (décembre 2009).
Si vous disposez d'ouvrages ou d'articles de référence ou si vous connaissez des sites web de qualité traitant du thème abordé ici, merci de compléter l'article en donnant les références utiles à sa vérifiabilité et en les liant à la section « Notes et références ».
- lignes à grande vitesse nationale
- lignes à grande vitesse européennes
- lignes à grande vitesse actuellement en construction
- lignes classiques parcourues par les TGV.

Le réseau TGV en mars 2025 :

Carte des lignes à grandes vitesses (colorées) en Europe, définition de l'UIC.

La France compte 2 814 km de lignes nouvelles en service au 10 décembre 2017, ce qui représente environ 9,1 % des lignes ferroviaires en service (17,6 % des lignes électrifiées). Par ailleurs, les lignes anciennes ayant une vitesse d'au moins 200km/h sont également des LGV d'après l'UIC, cependant les pays disposant de lignes nouvelles ne considèrent que ces dernières comme des étant des LGV. Lors du Grenelle de l'environnement en 2007, le gouvernement annonce la construction de 2 000 km de nouvelles lignes à grande vitesse pour 2020, puis 2 500 km supplémentaires pour 2030. La plupart de ces lignes ont par la suite été renvoyées au-delà de l'horizon 2030.
Le coût élevé de la construction des lignes a limité le développement de ces infrastructures. En conséquence, le TGV poursuit son parcours sur des lignes classiques ou aménagées (vitesses oscillant de 80 à 220 km/h) permettant ainsi d'atteindre de nombreuses métropoles et grandes villes dont Toulouse,  Rouen, Nantes, Brest, Grenoble, Saint-Étienne, Montpellier, Nice, Quimper et Perpignan (situation en janvier 2018).

## Historique des lignes nouvelles à grande vitesse françaises

### Par ordre chronologique
- 1981 : Saint-Florentin - Sathonay-Camp (à proximité de Lyon) (LGV Sud-Est 1er tronçon inauguré le 22 mai 1981)
- 1983 : Combs-la-Ville - Saint-Florentin (LGV Sud-Est 2e tronçon inauguré le 25 avril 1983)
- 1989 : Paris-Montparnasse - Courtalain - Connerré - Le Mans : branche Bretagne / Pays de la Loire de la LGV Atlantique
- 1990 : Courtalain - Saint-Pierre-des-Corps - Monts : branche Aquitaine de la LGV Atlantique
- 1992 : Contournement Est de Lyon de Montanay à Saint-Quentin-Fallavier (LGV Rhône-Alpes section nord inaugurée en décembre 1992)
- 1993 : Paris-Nord - Lille-Flandres (LGV Nord inaugurée le 18 mai 1993)
- 1993 : Lille-Europe - Calais-Fréthun (LGV Nord vers le tunnel sous la Manche inauguré le 26 septembre 1993)
- 1994 : Lyon-Saint-Exupéry TGV - Valence TGV (LGV Rhône-Alpes section sud)
- 1994 : Contournement Est de Paris (LGV Interconnexion Est, Vémars-Coubert-Crisenoy)
- 1996 : Contournement Est de Paris (LGV Interconnexion Est, Valenton-Coubert)
- 1997 : Lille-Flandres - frontière belge (vers Bruxelles) inaugurée le 10 décembre 1997
- 2001 : Valence TGV - Marseille-Saint-Charles avec bifurcation à l'ouest d'Avignon vers Manduel (Nîmes) (LGV Méditerranée)
- 2007 : Paris-Est (Vaires-sur-Marne) - Baudrecourt en Moselle (1er tronçon de la LGV Est européenne, inauguré le 15 mars 2007). En service depuis le 10 juin 2007, elle met Reims à 45 minutes, Metz à 1 h 20, Nancy à 1 h 30, et Strasbourg à 2 h 20 de Paris.
- 2010 : Ligne Perpignan - Figuières (Espagne) construite par un consortium privé entre 2004 et 2009 (avec en particulier le percement d'un nouveau tunnel pour franchir les Pyrénées), infrastructure achevée en 2009, première circulation commerciale le 19 décembre 2010.
- 2011 : Ligne Villers-les-Pots - Petit-Croix (1er tronçon de la LGV Rhin-Rhône mise en service le 11 décembre 2011).
- 2016 : Baudrecourt en Moselle et Vendenheim dans le Bas-Rhin (2e tronçon de la LGV Est européenne, inauguré le 3 juillet 2016). La construction de cette seconde phase permet de gagner 30 minutes environ entre Paris et Strasbourg.
- 2017 : LGV Sud Europe Atlantique (Tours-Bordeaux) : le tronçon Tours-Bordeaux constitue le prolongement d'une des deux branches de la ligne dite LGV Atlantique, dont seul le premier tiers avait été construit et mis en service courant 1990. Travaux de construction de 2011 à 2016 inclus (302 km de ligne à grande vitesse et 40 km de raccordements) ; mise en service commerciale le 2 juillet 2017.
- 2017 : LGV Bretagne-Pays de la Loire (Le Mans-Rennes) : le tronçon Le Mans-Rennes constitue le prolongement d'une des deux branches de la ligne dite LGV Atlantique.Travaux de construction de 2011 à 2016 (182 km de ligne à grande vitesse et 32 km de raccordements) ; mise en service commerciale le 2 juillet 2017.
- 2017 : Contournement de Nîmes et de Montpellier (LGV Méditerranée) : construction de 60 km supplémentaires de ligne à grande vitesse et de 20 km de raccordements de 2013 à 2017 ; mise en service commerciale le 10 décembre 2017 pour le fret et le 8 juillet 2018 pour les TGV.

## Liste des lignes nouvelles en service
- LGV Sud-Est (1981-1983)
- LGV Atlantique (1989-1990)
- LGV Rhône-Alpes (1992-1994)
- LGV Nord (1993-1996)
- LGV Interconnexion Est (1994-1996)
- LGV Méditerranée (2001)
- LGV Est européenne (2007-2016)
- LGV Perpignan - Figueras (2009-2012)
- LGV Rhin-Rhône (2011)
- LGV Sud Europe Atlantique (2017)
- LGV Bretagne-Pays de la Loire (2017)
- Contournement de Nîmes et de Montpellier (2017-2018)

## Liste des lignes en projet

### Projets planifiés pour l'horizon 2030-2035

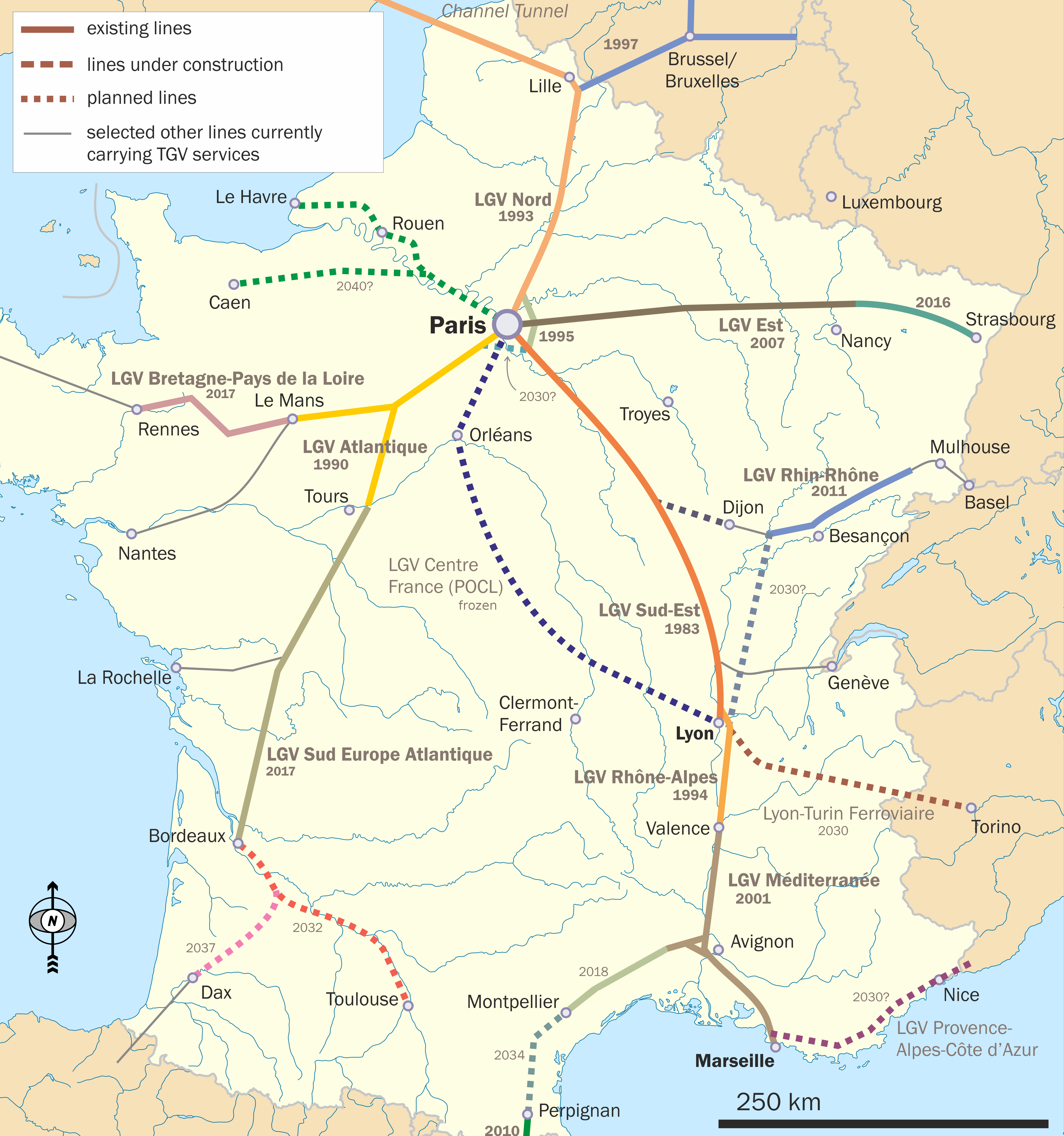
Le réseau des lignes à grande vitesse en 2024, avec indications de quelques projets.

La Loi d'orientation des mobilités du 24 décembre 2019 établit, pour la durée du quinquennat, la programmation des investissements destinés aux infrastructures de transport ferroviaire ainsi que, notamment, la réalisation de lignes nouvelles, qu'elles soient à grande vitesse (limitées à 300-320 km/h) ou « rapides » (limitées à 200-250 km/h). Les lignes rapides sont le plus souvent aménagées pour une utilisation partagée entre les trains de marchandises, voyageurs « classiques » et grande vitesse voyageurs. À cet égard, l'exposé des motifs liste 6 projets prioritaires, avec un phasage prévu pour chacun d'eux :
- Le Grand Projet du Sud-Ouest (GPSO), création de deux LGV, celle de Bordeaux - Toulouse et celle de Bordeaux - Espagne (dont une partie en tronc commun), ainsi qu'un aménagement ferroviaire a Bordeaux (AFSB) et a Toulouse (AFNT)[4]. Les travaux des nœuds ferroviaires de Bordeaux et de Toulouse devraient être engagés en 2023 et achevés en 2027. Quant à la ligne nouvelle vers Toulouse, la taxe régionale et les acquisitions foncières ont commencé en 2023, et les travaux devraient être engagés en 2027 pour finir en 2032. La branche vers Dax devrait se faire dans l'exacte continuité chronologique, c'est-à-dire que lorsque les travaux s'achèveront pour l'axe Bordeaux-Toulouse, ils commenceront pour cette section en 2032 pour une mise en service prévue en 2037[4]. La dernière phase de ce projet (Dax-Espagne), n'est pas à l'ordre du jour car devrait se réaliser au mieux pour 2042[4].
- La Ligne nouvelle Montpellier-Perpignan (LNMP)[5]. Les travaux doivent être engagés à un horizon de 10 ans pour la section Montpellier-Béziers et à un horizon de 20 ans pour la section Béziers-Perpignan.
- La Ligne nouvelle Paris-Normandie (LNPN)[6],[7]. Le projet se compose de trois sections prioritaires que sont Paris-Mantes (en parallèle du prolongement EOLE), Mantes-Évreux et Rouen-Yvetot, avec la construction d'une nouvelle gare à Rouen. Des travaux en arrière-gare de Paris-Saint-Lazare (saut-de-mouton) seront engagés avant 2022, afin de décroiser les flux Banlieue-Normandie. L'enquête publique de la section Paris-Mantes sera lancée à partir de 2023 pour un début des travaux à compter de 2027. En parallèle, les études se poursuivront pour les deux autres sections prioritaires. À noter qu'une section non prioritaire, surnommée « Y de l'Eure » (Évreux-Bernay-Rouen), est également envisagée à plus long terme.
- La Ligne nouvelle Provence Côte d'Azur (LNPCA) entre Marseille et Nice[8],[9]. Les travaux de la première phase du projet (aménagements avoisinants les gares) et les études de la deuxième phase (gare souterraine de Marseille et aménagement de la ligne classique) seront menées au cours de la période 2018-2022. Les études seront poursuivies afin de préciser le tracé de la ligne nouvelle et les emplacements des futures gares.
- La Ligne nouvelle Rennes-Redon, faisant partie du projet plus large de Liaisons nouvelles Ouest Bretagne-Pays de la Loire (LNOBPL)[10],[11],[12]  visant à étendre la grande vitesse au-delà de Rennes, a horizon 2035-2050. Aujourd’hui, le projet entre dans sa phase 2 d’études préliminaires (2025–2029), avec un calendrier de concertation et de financements engagé jusqu’en 2027 dans les CPER, en vue des enquêtes d’utilité publique à venir.
- La Section transfrontalière de la Ligne Lyon-Turin (Lyon-Chambéry-Turin)[13]. Cette ligne franco-italienne nécessite le percement de trois importants tunnels sous les Alpes dont le plus long tunnel de ce parcours sera le tunnel de base du Mont-d'Ambin, qui deviendra un des plus longs tunnels au monde avec ses 57,5 km[14]. Le percement du tunnel transfrontalier a débuté[15].

#### Priorités
En 2023, plusieurs projets sont retenus comme prioritaires :
- La Ligne Roissy - Picardie, d’environ 6 km, permettant une jonction entre la Ligne de Paris-Nord à Lille et la LGV Interconnexion Est, donc le lancement de services TGV entre Amiens et le sud et l’est de la France[17], dont le financement a été bouclé fin janvier 2024. La construction devrait être achevée en 2026[18],[19] ;
- La LGV Bordeaux - Toulouse permettant un gain de près d'une heure sur cette liaison et le déchargement de la ligne classique. Les travaux ont commencé en décembre 2023 ;
- La Ligne nouvelle Montpellier - Perpignan : 1 milliard d'euros sont consacrés au tronçon Montpellier - Béziers (avec nouvelle gare), permettant un gain de 15 minutes aux liaisons vers l'Espagne et le déchargement de la ligne classique ;
- La Ligne nouvelle Provence Côte d'Azur : 4 milliards d'euros seraient engagés sur ce projet de 14,5 G€ ;
- La LGV Interconnexion Sud, un tronçon d'une trentaine de kilomètres permettant de relier les réseaux TGV sud-ouest et sud-est, et faisant gagner près de 30 minutes aux TGV contournant Paris. En attendant sa réalisation, la ligne existante est améliorée.

### Projets repoussés au-delà de 2035
- LGV Bordeaux - Espagne : pour la section Dax-frontière.
- LGV Poitiers - Limoges : consultations et avant-projet sommaire (APS) en cours[20].
- 2nd tronçon de la branche Est de LGV Rhin-Rhône.
- LGV Cœur de France : doublement du TGV Sud-Est à cause de sa saturation progressive comprenant une future desserte d'Orléans, du Berry et de l'Auvergne (Paris-Orléans-Clermont-Ferrand-Lyon).
- Itinéraire d'accès à la Ligne Lyon-Turin prévue entre 2030 et 2050, bien que sous la pression européenne, elle pourrait se faire parallèlement au tunnel transfrontalier.
- Mini barreau LGV (raccordement de quelques kilomètres) au niveau de la bifurcation de la commune de Courtalain (sur la LGV Atlantique) permettant aux TGV d'aller directement de Brest ou Quimper à Toulouse (desserte du Mans, Rennes, Poitiers et Bordeaux) sans passer par Paris-Montparnasse (gains de temps significatifs).

### Projets à horizon lointain
- Lyon-Dijon (LGV Rhin-Rhône branche Sud), construction à l'étude d'une ligne mixte Fret/Grande Vitesse sur ce tronçon, décision non encore arrêtée par SNCF Réseau et les pouvoirs publics.
- Aisy-sur-Armançon-Dijon (LGV Rhin-Rhône branche Ouest).
- LGV Picardie, construction à l'étude d'une ligne Paris-tunnel sous la Manche plus directe et passant à proximité immédiate de la ville d'Amiens qui interviendra lors de la saturation de la ligne actuelle. Projet abandonné car peu rentable et utile à ce jour.
- LGV Toulouse-Narbonne : lancement de pré-études fonctionnelles annoncé le 8 avril 2010 par RFF[21].